# K-G i nöd och lust
K-G i nöd och lust är en svensk kortfilm från 2002 i regi av Jens Jonsson. I rollerna ses bland andra Eva Fritjofson, Christer Fjellström och Hans Mosesson.

## Handling
Birgitta är kursledare i personlig utveckling och gift med K-G som äger en trafikskola. De är varandras motsatser: Birgitta är utåtriktat modig och K-G inåtvänd, skygg och långsam. Birgitta är otrogen med en kollega och hon överväger att lämna sin make. Samma dag som familjens hund avlivas, tar K-G sin fru på bar gärning med älskaren. Efter att ha legat på en leråker, reser han sig och går med i ett band som ska spela på Birgittas kursavslutning. När hon upplever makens trumsolo beslutar hon sig för att gå tillbaka till honom.

## Rollista
- Eva Fritjofson – Birgitta
- Christer Fjellström – K-G
- Hans Mosesson – Anders
- Anki Larsson – Birgitta P
- Sten Ljunggren – veterinären

## Om filmen
Filmen spelades in i hösten 2001 i Stockholm, Lidingö, Vallentuna och Nacka. Den producerades av Rebecka Lafrenz och spelades in efter ett manus av Jonsson och Antonia Pyk. Musiken komponerades av Johan Ramström, fotograf var Askild Vik Edvardsen och klippare Kristofer Nordin. Filmen premiärvisades den 26 januari 2002 på Göteborgs filmfestival. Den hade biopremiär 22 februari 2002 på biografen Victoria i Stockholm och visades samma år i Sveriges Television.
Vid en filmfestival i München 2002 belönades filmen med pris för bästa manus samt juryns pris. Jonsson fick även motta unga talangpriset vid samma festival. Vid filmfestivalen i Cannes fick filmen delat andra pris i skolfilmstävlingen, Cinéfoundation.

## Musik
- "Terjes Pub"	(kompositör: Klas Jervfons, exekutör: Bandet)
- "Spjaščaja krasavica, op. 66. Vals" (Pëtr Čajkovskij, exekutör: Slovakiska Statsfilharmonin)
- "Dedicated to the One I Love" (The Mamas & the Papas)
- "Go Where You Wanna Go" (The Mamas & the Papas)